# عزلة المجزع (مأرب)

تعديل مصدري - تعديل

عزلة المجزع هي إحدى عزل مديرية بدبدة في محافظة مأرب اليمنية ويبلغ تعداد سكانها 1933 نسمة حسب التعداد السكاني في اليمن لعام 2004.